# Beauregard (Ain)
Beauregard egy település Franciaországban, Ain megyében. Lakosainak száma 826 fő (2022. január 1.). Beauregard Fareins, Frans, Jassans-Riottier és Villefranche-sur-Saône községekkel határos.

## Népesség
A település népességének változása:
| Lakosok száma | 584  | 666  | 868  | 895  | 876  | 889  | 866  | 829  | 821  | 826  |
|               | 1968 | 1982 | 1990 | 2006 | 2013 | 2015 | 2017 | 2019 | 2020 | 2022 |